# عبد البديع العربي
عبد البديع العربي ممثل مصري راحل ولد في يوم 10 أكتوبر عام 1912 في أسرة ريفية بمحافظة كفر الشيخ – شمال مصر- حصل على البكالوريا عام 1938 في مدرسة الخديوي إسماعيل وعمل في مصلحة الطب الشرعي براتب 7 جنيهات كما عمل بوزارة المعارف.
الفنان الراحل ساهم في تأسيس المسرح العسكري واشترك في العديد من المسرحيات منها راسبتين، كرسي الاعتراف، بنات الريف، بيومي أفندي، حسن ونعيمة وفي التليفزيون شارك في العديد من المسلسلات أشهرها مسلسل “غوايش” مع نبيل الحلفاوي وصفاء أبوالسعود.
من أشهر أعماله السينمائية فيلم “العار” الذي جسّد فيه شخصية تاجر المخدرات الذي توفي ليترك أبنائه يواجهون تلك الحقيقة ويخسرون وظائفهم من أجل صفقة مخدرات رتب لها الأب قبل وفاته كما قام بتجسيد دور عتبة بن ربيعة في فيلم الرسالة للمخرج مصطفى العقاد .
عبد البديع العربي هو والد الفنانين محمد العربي ووجدي العربي والإعلامية كاميليا العربي وألفت العربي وجميعهم اعتزلوا العمل الفني والإعلامي بعد التزامهم الديني .
توفي في يوم الإثنين 15 يناير عام 1996 عن عمر ناهز ال 83 على إثر أزمة قلبية حادة.